# Thai Rak Thai
Thai Rak Thai (TRT) var ett politiskt parti i Thailand, bildat den 15 juli 1998, av Thaksin Shinawatra, Somkid Jatusripitak, Thanong Bidaya, Sudarat Keyuraphan, Purachai Piumsombun, Thammarak Isaragura na Ayuthaya, Prommin Lertsuridej och sexton andra oppositionella. 
I parlamentsvalet 2001 blev TRT landets största politiska parti och formade en koalitionsregering under ledning av partiledaren Thaksin Shinawatra. Man tog genast itu med att bekämpa fattigdom och droghandel och lyckades väl med detta.
Detta ledde till en jordskredsseger för partiet i det historiska valet 2005, med det högsta valdeltagandet någonsin och det enda i vilket ett enda parti lyckats erövra egen majoritet i parlamentet. 
TRT kom dock att anklagas för bland annat för mutor, korruption, brott mot de mänskliga rättigheterna, valfusk och majestätsbrott.
Den 19 september 2006 genomfördes en militärkupp, samtidigt som premiärminister Shinawatra vistades utomlands. Partiet förbjöds den 30 maj 2007, dess ledande företrädare tilläts inte engagera sig politiskt de följande fem åren och Shinawatras banktillgångar frystes. 